# Grand Théâtre de Québec
Résidence
Le Grand Théâtre de Québec est un complexe artistique et culturel national situé dans la ville de Québec et comprenant deux salles de spectacle, de théâtre et d'opéra ainsi que plusieurs foyers.
Depuis 1971, il est administré par la Société du Grand Théâtre de Québec, qui a pour mandat de favoriser le rayonnement des arts de la scène. Elle produit et présente des spectacles et voit à l'administration de son établissement.

## Histoire

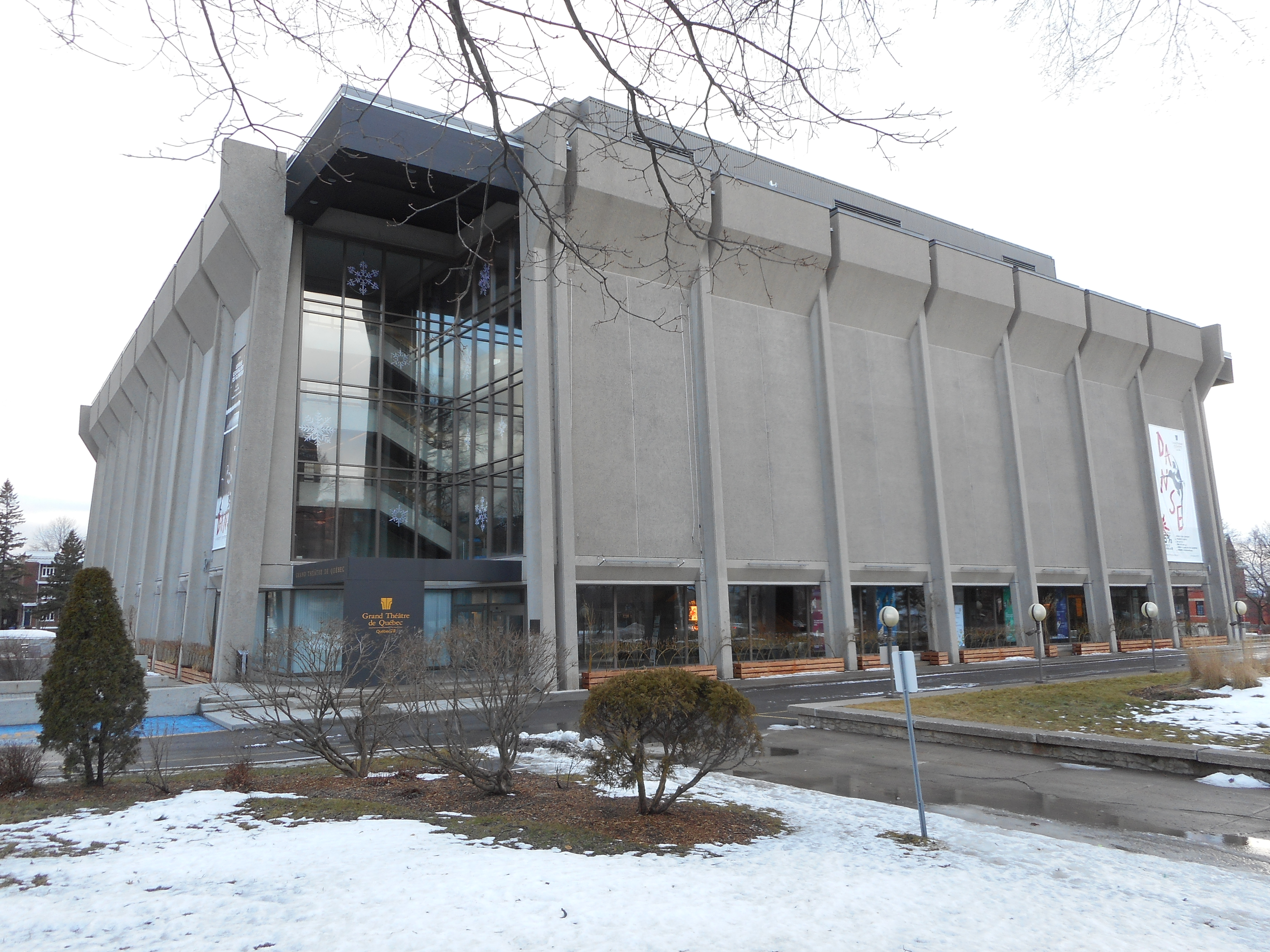
Le Grand Théâtre en 2014, avant l'installation de ses parois en verre.

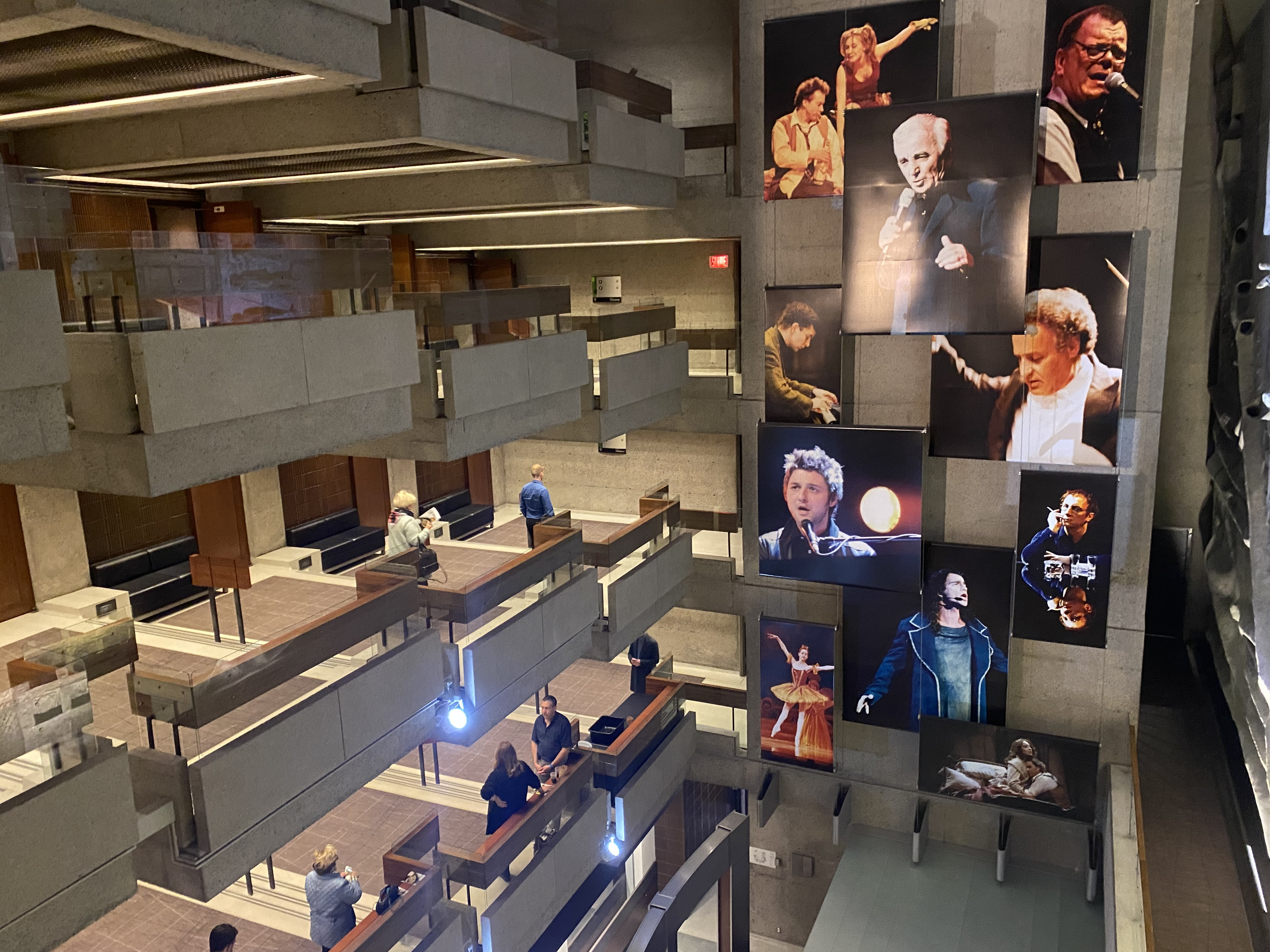
De style brutaliste, le Grand Théâtre possède une architecture intérieure en béton.

Le premier ministre du Québec Jean Lesage proposa en 1963 à son homologue fédéral Lester B. Pearson de construire un équipement culturel qui, comme le Centre des arts de la Confédération à Charlottetown, rappellerait que Québec a tenu l'une des trois conférences qui ont mené à la création de la Confédération canadienne,.
On choisit un site en prolongement de la nouvelle cité administrative, sur le boulevard Saint-Cyrille. Au printemps 1964, le ministère des Affaires culturelles organise un concours national d'architecture pour la construction d'un espace culturel qui comprendra à la fois un théâtre, une salle d'opéra, une salle de concert et le Conservatoire de musique de Québec.
Parmi les 30 propositions, c'est celle de Victor Prus, un architecte montréalais, qui gagne le premier prix décerné par un jury international comprenant Paul Rudolph et Jacques Polieri. Le projet est sélectionné entre autres car il prévoit d'enfouir le conservatoire autour d'une cour intérieure dans le but de le protéger des bruits environnants et son choix de superposer les deux salles de spectacles, lesquelles partagent le même vestibule.
Un bas-relief de 3 600 m2 sculpté par Jordi Bonet orne la face intérieure de trois des quatre murs d’enceinte du bâtiment. Au sein de cette murale est gravée dans le béton un phrase du poète Claude Péloquin, « Vous êtes pas écœurés de mourir, bande de caves! C'est assez! », qui a fait scandale et provoqué un débat sur la liberté de création.
Le spectacle inaugural a lieu le 17 janvier 1971 avec l'Orchestre symphonique de Québec sous la direction de son ancien chef d'orchestre, Wilfrid Pelletier
Quarante ans après sa construction, le revêtement extérieur en béton est « affecté par un processus de dégradation importante, irréversible et nécessitant des travaux majeurs à court terme ». En 2018, les travaux pour recouvrir le bâtiment d'une paroi de verre débutent. En 2020, les travaux de restauration du Grand Théâtre de Québec s'achèvent. Le bâtiment est maintenant recouvert par une paroi de verre, conçue par Lemay et Atelier 21,.

## Salles

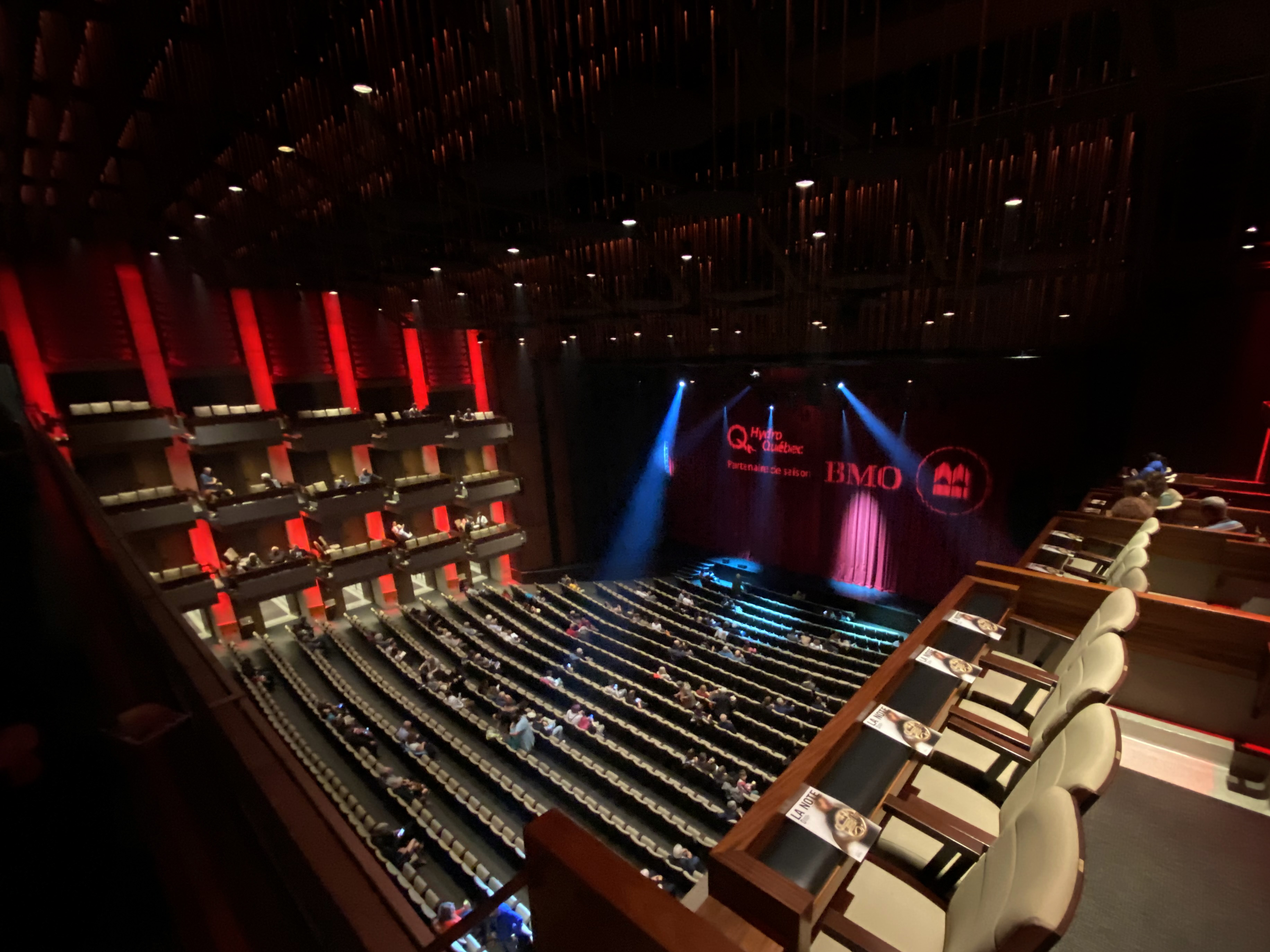
Salle Louis-Fréchette

- Salle Louis-Fréchette : nommée en l'honneur de Louis-Honoré Fréchette, premier écrivain québécois à être honoré par l'Académie française, elle possède une capacité totale de 1 873 sièges et 12 emplacements pour fauteuils roulants. Son parterre accueille 1 187 places. La salle est munie de trois niveaux supplémentaires, à l'arrière et sur les côtés (loges) : la corbeille offre 211 places, la mezzanine 189 et le balcon 286[7]. Le cadre de scène possède une ouverture architecturale fixe de 23,15 m (largeur) par 12,20 m (hauteur)[8].
- Salle Octave-Crémazie : nommée en l'honneur du poète et libraire Octave Crémazie, elle possède 506 sièges et 4 emplacements pour fauteuils roulants.

## Organismes résidents
Le Grand Théâtre abrite trois organismes résidents depuis son inauguration en 1971 :
- l'Orchestre symphonique de Québec ;
- l'Opéra de Québec ;
- le Théâtre du Trident.

## Spectacles présentés
Le Grand Théâtre a accueilli un nombre considérable d'artistes canadiens et étrangers de réputation internationale ainsi que de célèbres compagnies de théâtre, de danse et d'opéra et de variétés.
- 1972 - 1er août - Musicorama'72 avec Joël Denis, Louise Forestier, Les Karrik, Anne Renée, Martin Peltier, les Scarabées, Johnny Farago,  Richard Huet[10]
- 1973 - 06 avril - Genesis  : Premier spectacle au Canada de ce groupe[11].

## Autres événements

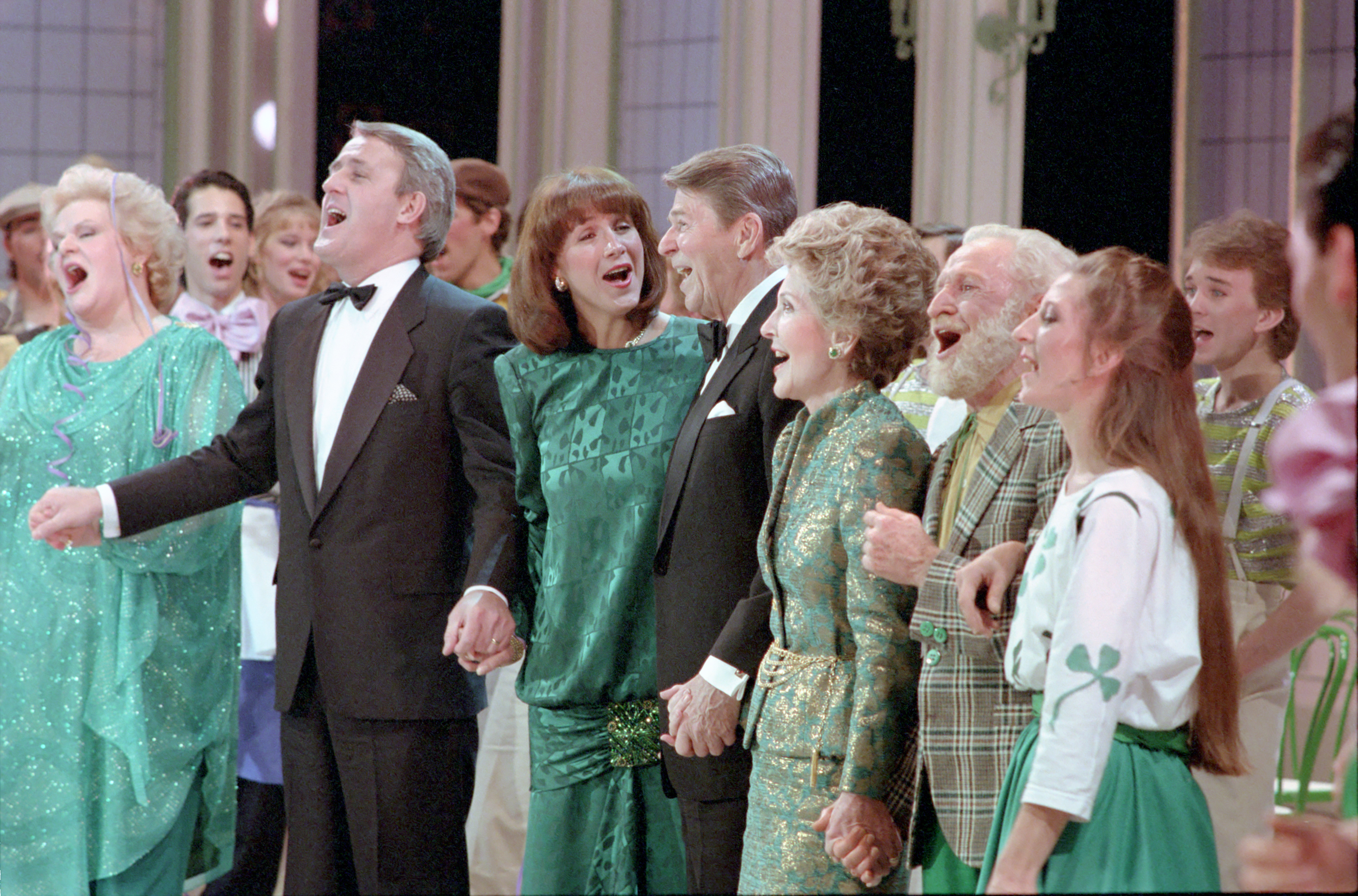
Mulroney et Reagan chantant « When Irish Eyes Are Smiling » au Grand Théâtre de Québec au lendemain du « Sommet Shamrock » le 18 mars 1985.

Le Grand Théâtre a été utilisé pour le soi-disant « Sommet Shamrock (en) » du 17 au 18 mars 1985, lorsque le premier ministre canadien Brian Mulroney a diverti le président américain Ronald Reagan.